# شجون حجری

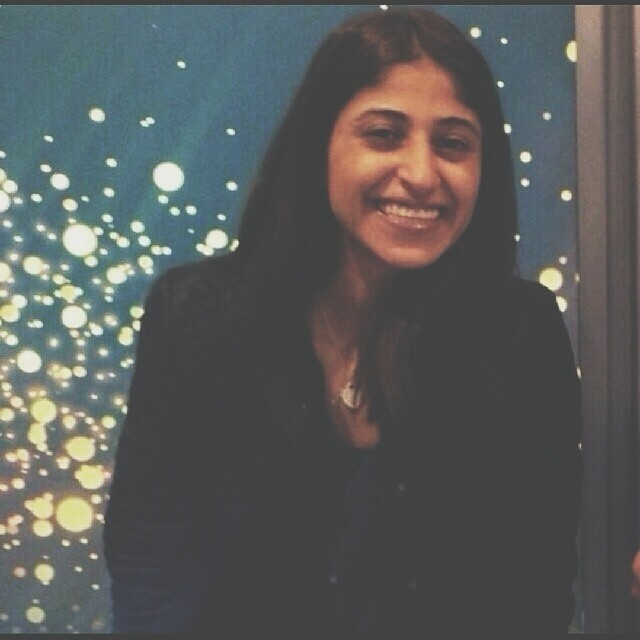

شجون حجری (۸ فوریه ۱۹۸۸) بازیگر و مجری کویتی است. شجون در سنین کودکی زمانی که شش سال بیشتر نداشت از طریق برنامه «مسابقات رمضان صوایه ام عونیا» و با «ماما انیسه» فعالیت هنری خود را آغاز کرد. او بازیگری را در اواخر دهه نود قرن بیستم در سریال پله‌ها روی یخ، عشق دیر می‌آید و انتخاب شروع کرد. حجری در سال ۲۰۰۲ در سریال " آنها زندگی من " به عنوان بازیگر اصلی نقش آفرینی کرد.